# Sh2-135
Sh2-135 è una nebulosa a emissione visibile nella costellazione di Cefeo.
Si individua nella parte meridionale della costellazione, poco a nord della linea che congiunge le stelle ζ Cephei e δ Cephei; il periodo più indicato per la sua osservazione nel cielo serale ricade fra i mesi di luglio e dicembre ed è notevolmente facilitata per osservatori posti nelle regioni dell'emisfero boreale terrestre, dove si presenta circumpolare fino alle regioni temperate calde.
Si tratta di una regione H II legata a una nebulosa oscura di polvere interstellare, che mostra un fronte di ionizzazione pronunciato e in espansione; un modello che può spiegare bene la situazione è il cosiddetto blister model: secondo questo schema, il gas ionizzato è spazzato via dal fronte di ionizzazione a seguito dell'interazione fra la regione H II e la nube molecolare adiacente. La stella responsabile della ionizzazione dei gas è di classe spettrale O9,5V. Stime sulla distanza iniziali hanno fornito un valore di circa 1900 parsec (circa 6200 anni luce), mentre stime molto più recenti hanno dato valori decisamente superiori, nell'ordine di 3100 parsec (circa 10100 anni luce). Numerose sorgenti di radiazione infrarossa sono state individuate attorno a questa nebulosa dall'IRAS, indicando così la presenza di recenti processi di formazione stellare; gran parte di queste stelle sono raggruppate in un giovano ammasso aperto, la cui stella dominante ha una massa di circa 7 M☉assieme a 174 oggetti stellari giovani identificati con certezza e costituenti due addensamenti principali.